# 윤여원 (기업인)
윤여원(1976년 ~)은 대한민국의 기업인이다.

## 학력
- 연세대학교 경영학과 (졸업)
- 연세대학교 경영대학원 마케팅학과 (졸업)
- 연세대학교 경영대학원 마케팅학과 (졸업)